# Confessions of a Dangerous Mind

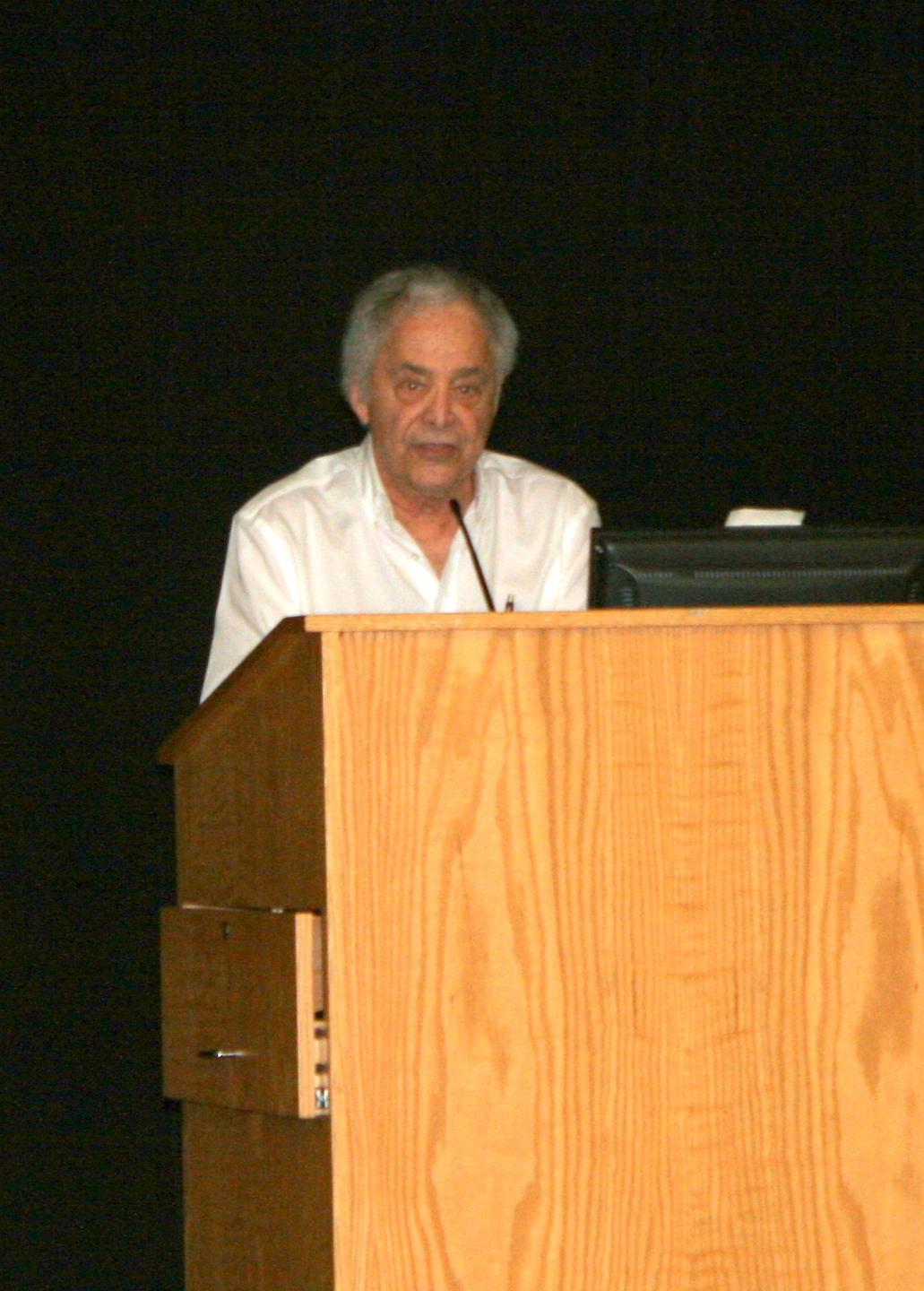
Chuck Barris

Confessions of a Dangerous Mind is een film uit 2002 onder regie van George Clooney.

## Verhaal
De film is gebaseerd op de memoires van gameshow-impresario Chuck Barris. Chuck Barris lijkt het in de jaren 1960 en 1970 helemaal te maken. Hij is een succesvolle televisiepresentator en ontmoet de liefde van zijn leven, Penny. Op het hoogtepunt van zijn carrière wordt Chuck benaderd door de mysterieuze geheime agent Jim, die hem wil rekruteren voor de CIA. Chuck stemt in en voor hij het goed beseft, is hij een huurmoordenaar voor de Amerikaanse overheid. Wanneer zijn dubbelleven wordt ontdekt, komt zijn eigen veiligheid in gevaar...

## Rolverdeling
| Acteur             | Personage             |
| ------------------ | --------------------- |
| Drew Barrymore     | Penny                 |
| Sam Rockwell       | Chuck Barris          |
| Jennifer Hall      | Georgia               |
| Maggie Gyllenhaal  | Debbie                |
| David Julian Hirsh | Freddie Cannon        |
| George Clooney     | Jim Byrd              |
| Julia Roberts      | Patricia Watson       |
| Brad Pitt          | Brad                  |
| Matt Damon         | Matt                  |
| Rutger Hauer       | Keeler                |
| Krista Allen       | Vrouw                 |
| Rachelle Lefevre   | Tuvia (als 25-jarige) |